# Broken Halos
«Broken Halos» — песня американского певца Криса Стэплтона 14 апреля 2017 года в качестве промосингла с его второго студийного альбома From A Room: Volume 1 (2017). 17 июля трек вышел как второй сингл с альбома на кантри-радио. Он выиграл премию Best Country Song на церемонии Грэмми-2018.

## История
В музыкальном плане песня определена различными критиками как многожанровая, кантри-рок (Los Angeles Times), Southern gospel, фолк-рок (Rolling Stone), кантри-госпел (Rolling Stone):
...[Трек] напоминает нам о сохранении веры даже в разгар трагедии. Ангелы, похоже, помогают нам на нашем пути, — поёт Стэплтон, но когда их работа завершена, они уходят, и мы не должны понимать, почему.

[The track] offers a tender, lump-in-your-throat reminder to keep the faith, even in the midst of tragedy. Angels appear to help us on our way, Stapleton sings, but when their job is done they leave. . . and we're not meant to understand why.

## Критические отзывы
Песня получила положительные отзывы музыкальной критики и интернет-изданий.
Редакторы Spotify отметили в Billboard, что песня «помогает создать убедительный аргумент в пользу того, что [Стэплтон] — один из самых свежих и последовательных кантри-артистов, появившихся в последнее время». Лора Макклеллан из Taste of Country написала: «Зауженная мелодия — это комментарий к тому, что, по сути, мы вместе спотыкаемся в этой жизни как люди, и её текст достаточно пронзителен, чтобы затронуть даже самых циничных из нас». Она отметила, что её среднетемповый, «спокойный» характер, в котором заметное место занимают только гитара и вокал, «делает её лёгкой для прослушивания, но её суть значительна». В журнале Paste Бен Салмон назвал её «прекрасно выстроенной песней, лирика которой охватывает духовное и земное».
В Rolling Stone Роберт Кроуфорд отметил: «Равнозначная фолк-рок гимну и воскресному утреннему спиричу, [песня] начинается с пяти секунд соло Стэплтона, завывающего на акустической гитаре. Когда группа присоединяется к нему на полпути к первому куплету, это сдержанное вступление, лишённое радиолюбительского лоска… [Песня] — это прямолинейная, незамысловатая открывающая композиция, призванная приветствовать слушателя, а не подавлять его».

## Коммерческий успех
Песня «Broken Halos» вошла в топ-10 американского чарта Country Airplay от 10 февраля 2018 года, став там его вторым синглом после «Nobody to Blame». Она возглавила чарт в его выпуске от 24 марта 2018 года, став его первым номером один в карьере на Country Airplay. Он также вошёл в топ-10 чарта Hot Country Songs на 42-й неделе, став вторым хитом Стэплтона в топ-10 после его двухнедельного лидерства с песней «Tennessee Whiskey». «Broken Halos» был сертифицирован как платиновый Американской ассоциацией звукозаписывающих компаний 26 апреля 2018 года, двойной платиновый в 2019 году и тройной платиновый в 2021 году. Тираж сингла составил 362,000 копий в США к февралю 2018 года, а к апрелю 2019 года 664,000 загрузок в США.

## Награды и номинации

### Grammy Awards
| Год  | Номинируемая работа | Категория           | Результат | Ссылки               |
| ---- | ------------------- | ------------------- | --------- | -------------------- |
| 2018 | «Broken Halos»      | Лучшая кантри-песня | Победа    | [ 18 ] [ 19 ] [ 20 ] |

### Academy of Country Music Awards
| Год  | Номинируемая работа | Категория                 | Результат | Ссылки |
| ---- | ------------------- | ------------------------- | --------- | ------ |
| 2018 | «Broken Halos»      | Single Record of the Year | Номинация | [ 21 ] |

### Country Music Association Awards
| Год  | Церемония                        | Категория          | Получатель/Работа                                | Результат | Ссылка |
| ---- | -------------------------------- | ------------------ | ------------------------------------------------ | --------- | ------ |
| 2018 | Country Music Association Awards | Single of the Year | Chris Stapleton — «Broken Halos»                 | Победа    | [ 22 ] |
| 2018 | Country Music Association Awards | Song of the Year   | Mike Henderson, Chris Stapleton — «Broken Halos» | Победа    | [ 22 ] |

## Позиции в чартах

### Еженедельные чарты
| Чарт (2017-18)                      | Высшая позиция |
| ----------------------------------- | -------------- |
| Канада (Billboard Canadian Hot 100) | 84             |
| Канада (Billboard Country)          | 3              |
| США (Billboard Hot 100)             | 45             |
| США (Billboard Country Airplay)     | 1              |
| США (Billboard Hot Country Songs)   | 5              |

## Сертификация
| Регион                                                                      | Сертификация  | Продажи |
| --------------------------------------------------------------------------- | ------------- | ------- |
| Австралия (ARIA)                                                            | Платиновый    | 70 000  |
| Канада (Music Canada)                                                       | Золотой       | 40 000  |
| Великобритания (BPI)                                                        | Серебряный    | 200 000 |
| США (RIAA)                                                                  | 3× Платиновый | 664,000 |
| Данные о продажах + прослушиваниях приведены только на основе сертификации. |               |         |